# Saerbeck
Saerbeck (spreek uit Saarbeek, tegenwoordig ook Saarbek) is een plaats en gemeente in de Duitse deelstaat Noordrijn-Westfalen, gelegen in de Kreis Steinfurt. De gemeente Saerbeck telt 7.088 inwoners (31 december 2020) op een oppervlakte van 59,02 km².

## Plaatsen in de gemeente Saerbeck
Tot Saerbeck behoort het gelijknamige dorp, en verder de gehuchten Westladbergen en Middendorf, en het oostelijk deel van Sinningen. Het westelijke deel inclusief de dorpskern van Sinningen werd bij een gemeentelijke herindeling in 1975 overgeheveld naar de westelijke buurgemeente Emsdetten.

## Ligging, verkeer, vervoer

### Buurgemeentes
- Hörstel
- Ibbenbüren
- Tecklenburg
- Ladbergen
- Greven
- Emsdetten.

### Wegverkeer
Saerbeck ligt aan de Bundesstraße 219. Een belangrijke zijweg westwaarts leidt naar Emsdetten (9 km) Zuidwaarts vanuit Saerbeck en na 1 km linksaf rijdt men dan naar o.a. de Flughafen Münster/Osnabrück ( 7 km) of afrit 74 van de Autobahn A1 bij Ladbergen, dat nog enkele kilometers verder oostwaarts ligt. Noordwaarts op de B 219 rijdt men naar de afrit nr. 11 van de Autobahn A30 ( 10 km) en 2 km verder naar Ibbenbüren.

### Waterwegen
Saerbeck ligt 1 km ten noorden van de noordoostelijke oever van de rivier de Eems. Deze is hier alleen voor plezierboten, inclusief kleine motorjachten, bevaarbaar.
Halverwege Ibbenbüren kruist de B 219 het Dortmund-Eemskanaal, dicht bij de binnenhaven Dörenthe (zie Ibbenbüren).

### Openbaar vervoer
Saerbeck heeft weinig openbaar vervoer. Er is een belbusverbinding met Emsdetten. Er rijdt een scholierenbus naar Greven ('s morgens) en 's middags in de andere richting. Voor het overige is men op taxivervoer, de fiets of de eigen auto aangewezen.

## Economie
De economie drijft op de landbouw, met bijbehorend midden- en kleinbedrijf. Na 2010 is een groot bedrijventerrein voor hightech-bedrijven opgezet, waar intussen o.a. een fabriek is gevestigd, die speciale onderdelen voor zonnepanelen maakt. Het totaal aantal gecreëerde arbeidsplaatsen is nochtans naar verhouding beperkt gebleven.

## Geschiedenis
Saerbeck werd in 1122 als „curtis sorbecke“, de vroonhoeve Saerbeck, vermeld in een document over de eigendommen van de Proosdij Cappenberg.
Saerbeck was van de middeleeuwen tot aan de Napoleontische tijd onder het gezag van het Prinsbisdom Münster. Mede hierdoor is de overgrote meerderheid van de christenen in de stad steeds rooms-katholiek gebleven. Het kerkdorp moet, blijkens een belastingregister van rond 1498, redelijk welvarend zijn geweest en meer dan 600 inwoners hebben gehad.
De grootste ramp die het dorp trof, geschiedde in 1832. Hagelbuien vernielden de gewassen van alle boeren, met een misoogst en zodoende hongersnood als gevolg.
Sinds 2009 is Saerbeck een van de twee plaatsen, waar door de deelstaat Noordrijn-Westfalen pilot-projecten zijn opgezet en gesubsidieerd op het gebied van klimaatneutraal en duurzaam leven (Klimakommune). Dit naar aanleiding van een voor een prijsvraag ingediend en bekroond ontwerp. Er worden in het dorp 3 projecten op dit gebied uitgevoerd.

## Bezienswaardigheden
- De neogotische Sint-Joriskerk in het dorp met deels 17e- en 18e-eeuws interieur, gebouwd op de plaats van twee eerdere kerken
- Rondom Saerbeck bevinden zich enige natuurreservaten. Dit zijn hoofdzakelijk wetlands en ooibossen langs kleine beken. Deze gebieden zijn in het algemeen niet of slechts beperkt toegankelijk.
- Windmolen Eilers in het Saerbecker deel van Sinningen (wieken e.d. in 2000 gerestaureerd; niet meer maalvaardig; thans in gebruik als brandweerkazerne)

## Partnergemeentes
- Ferrières-en-Gâtinais, Frankrijk
- Rietavas, Litouwen

## Afbeeldingen

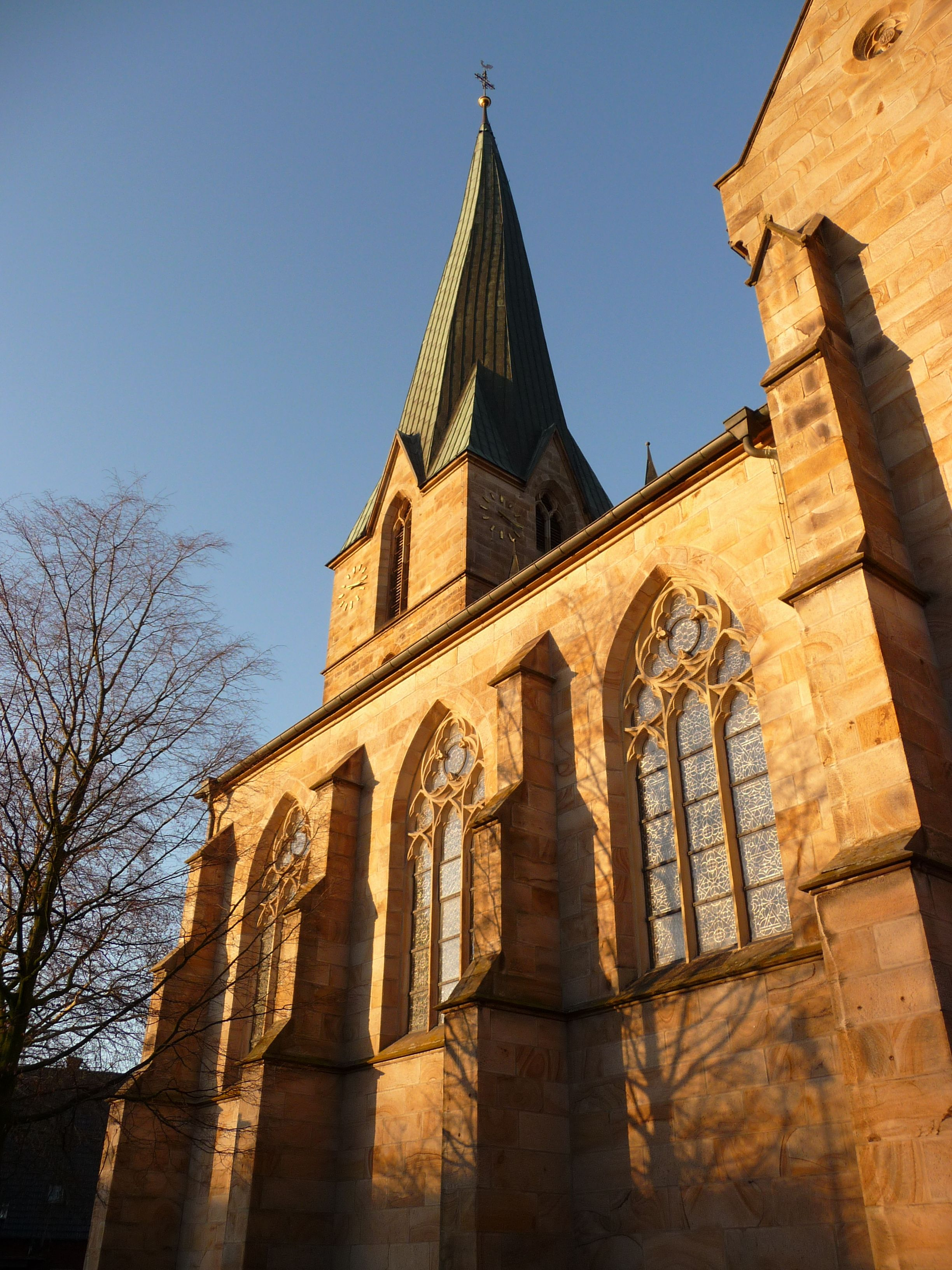
St. Joriskerk Saerbeck
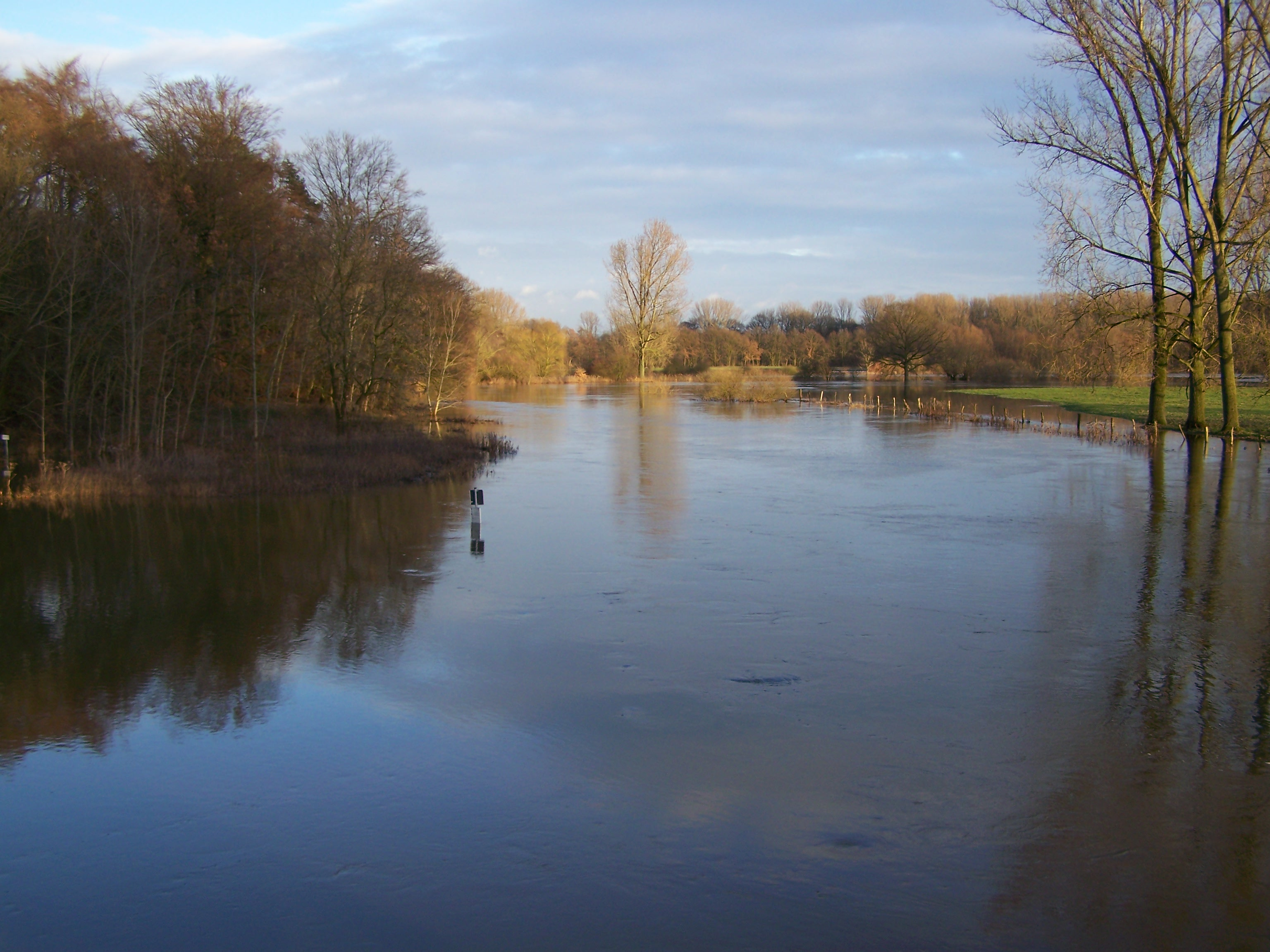
De Ems bij Saerbeck
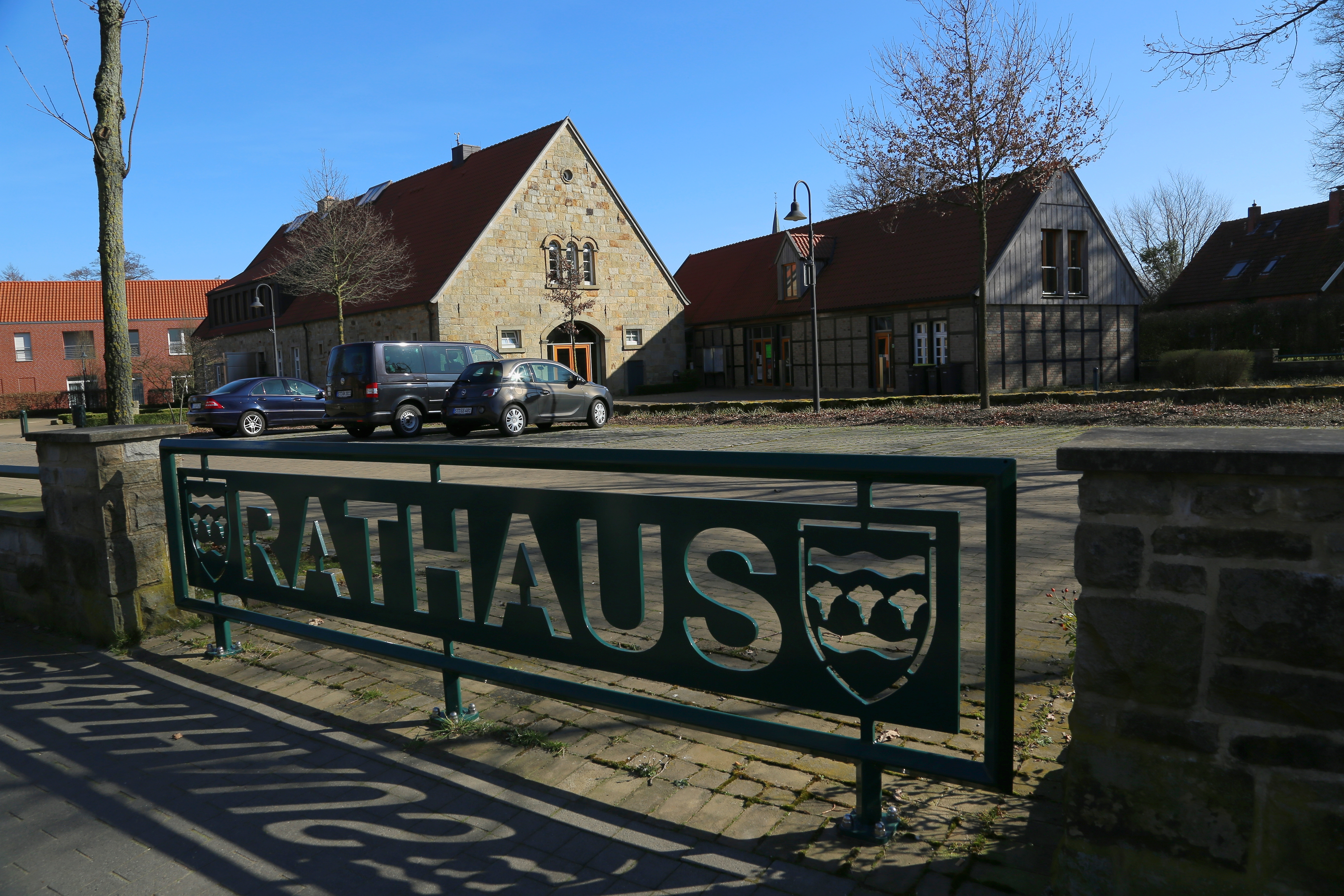
Gemeentehuis
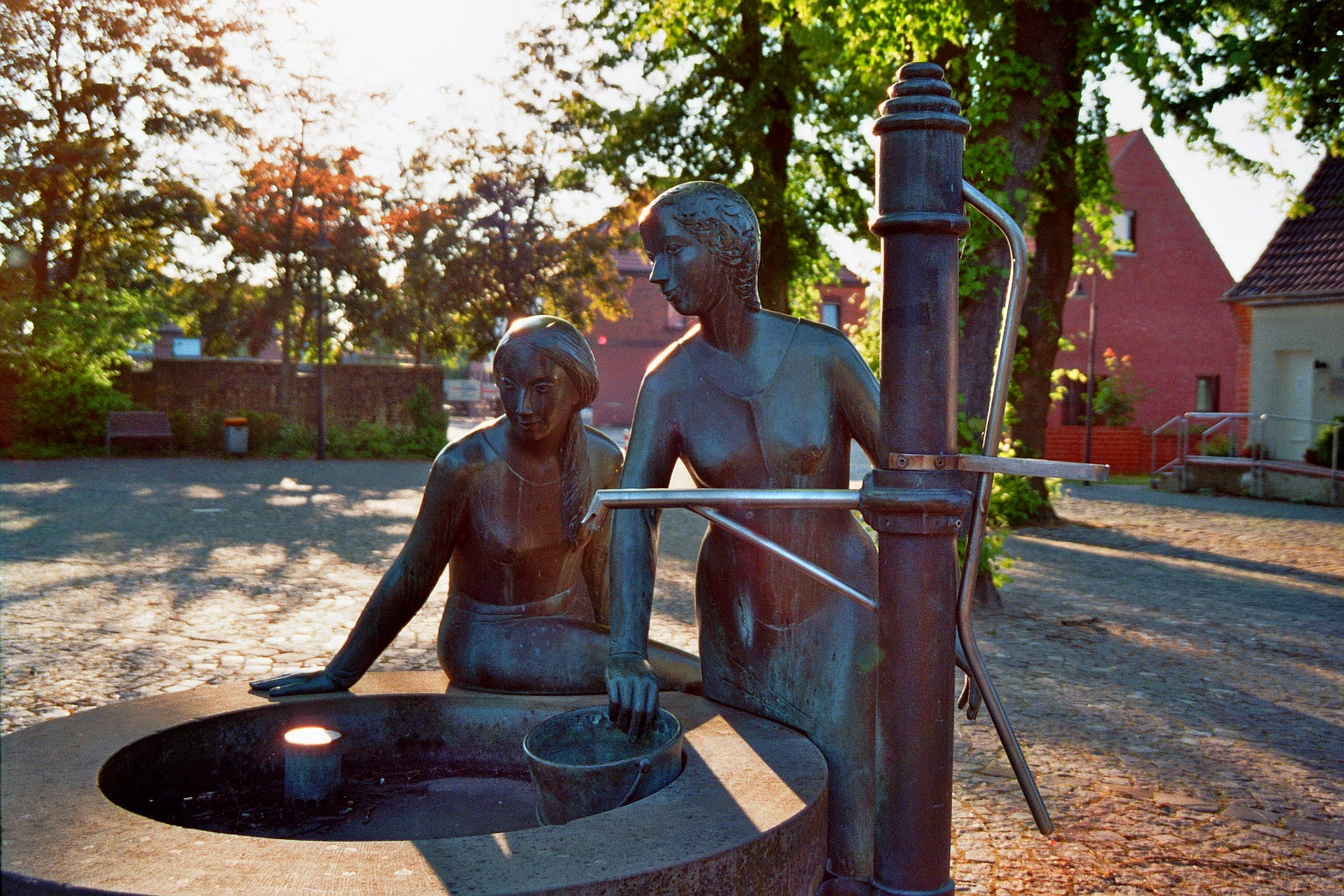
Gefluister bij de put, bronzen beeld van Anne Daubenspeck-Focke uit Emsdetten
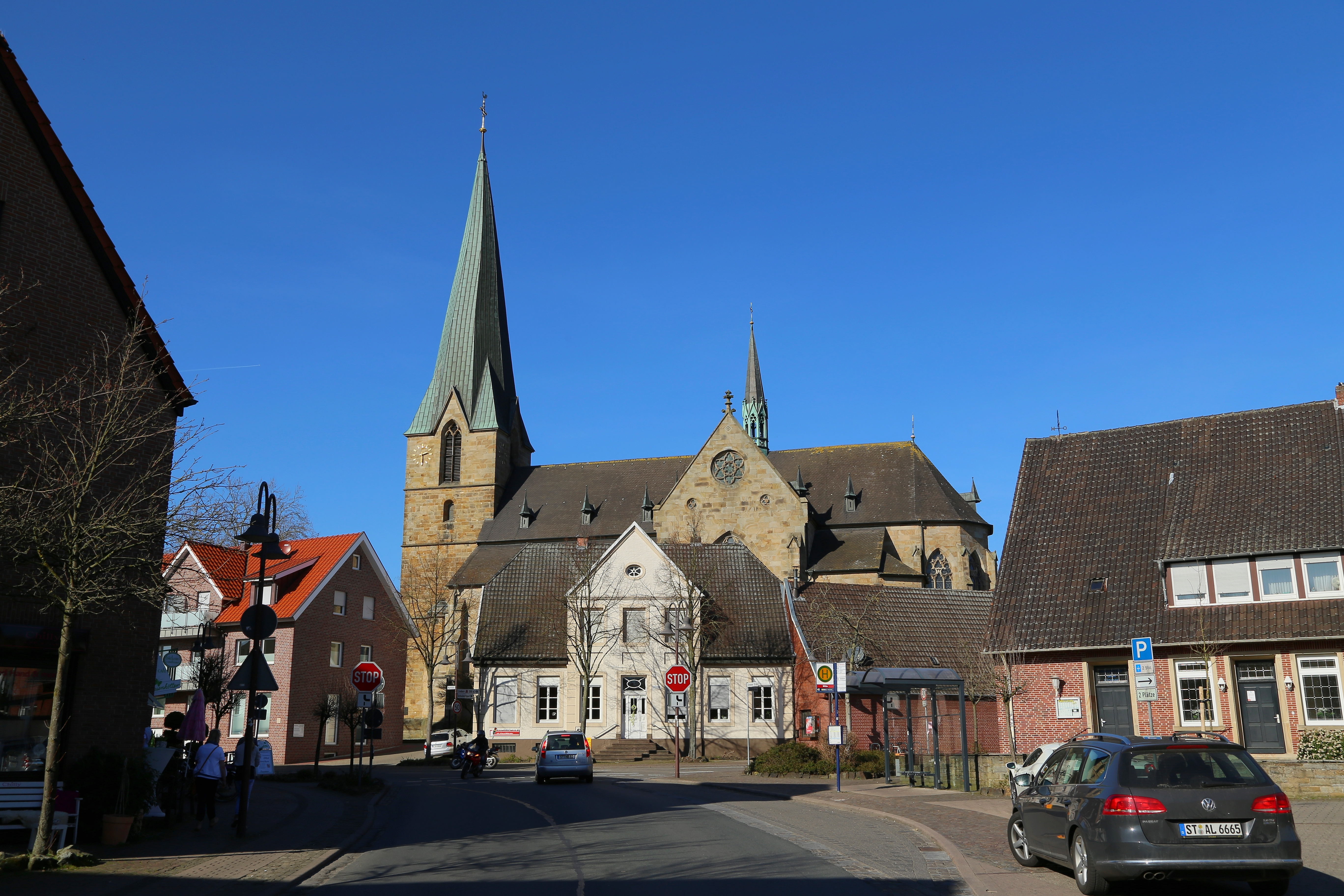
Centrum
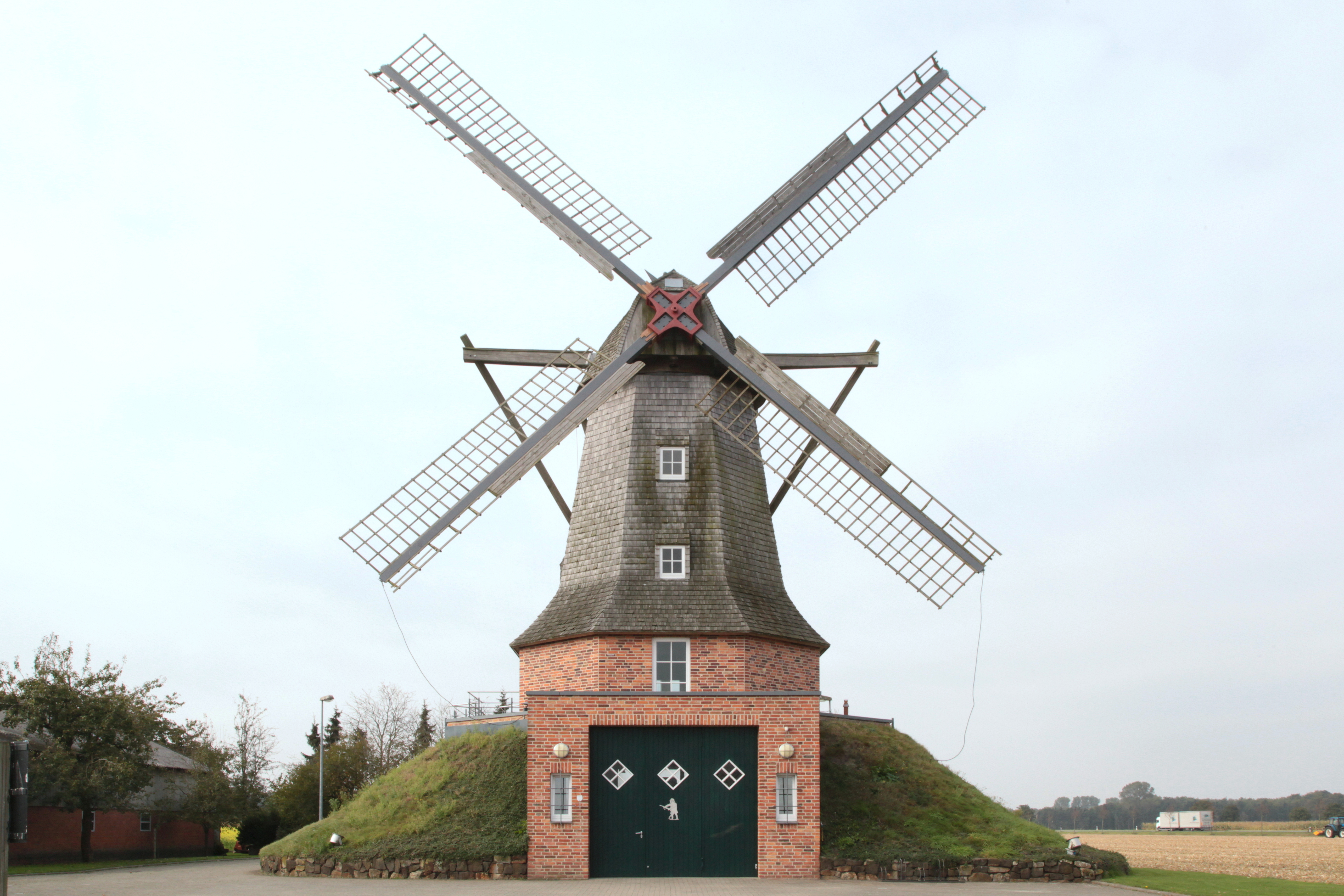
Sinninger Mühle (Molen Eilers)
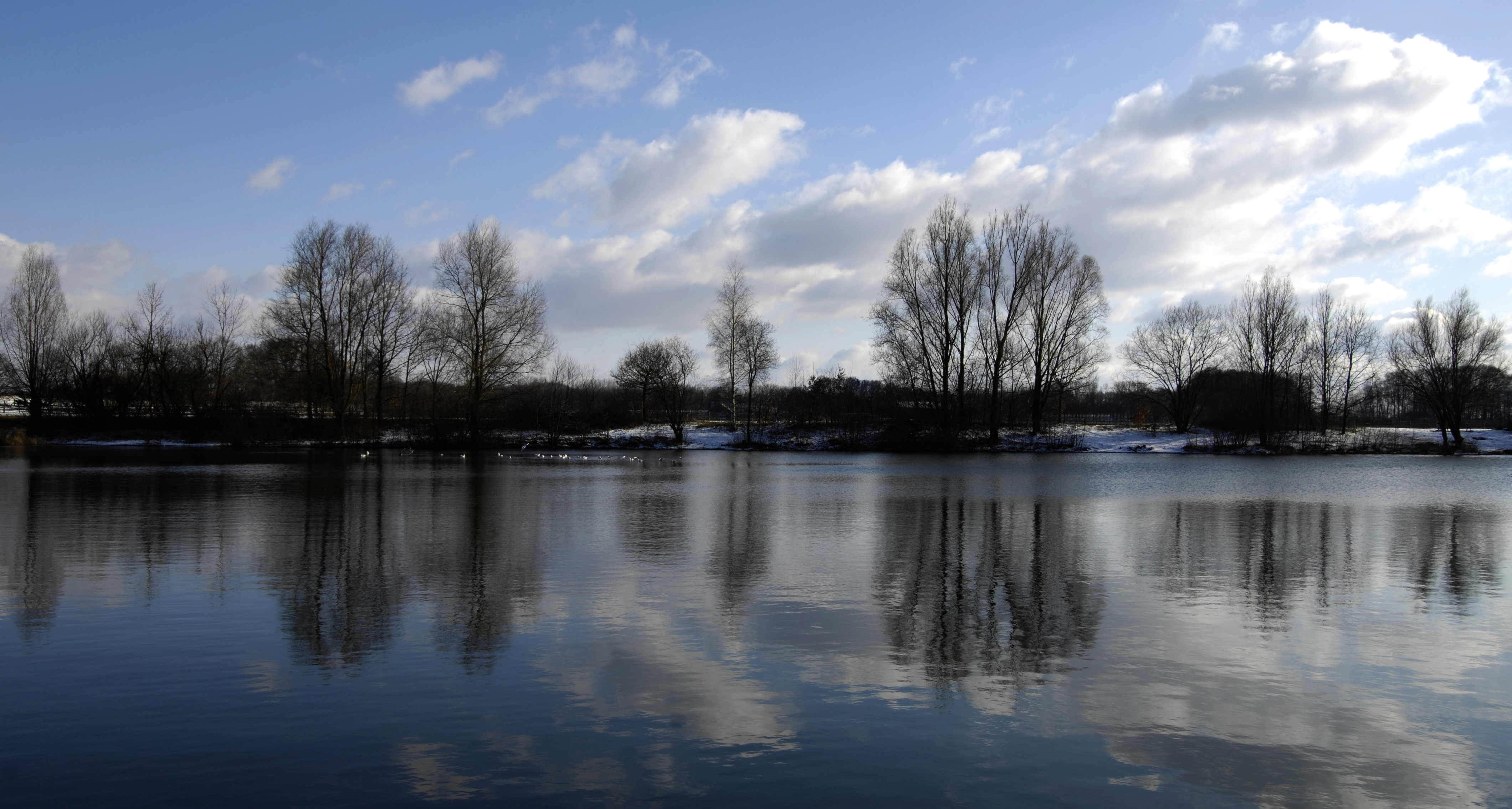
De recreatieplas bij het dorp

Altenberge · Emsdetten · Greven · Hopsten · Hörstel · Horstmar · Ibbenbüren · Ladbergen · Laer · Lengerich · Lienen · Lotte · Metelen · Mettingen · Neuenkirchen · Nordwalde · Ochtrup · Recke · Rheine · Saerbeck · Steinfurt · Tecklenburg · Westerkappeln · Wettringen
- Gemeinsame Normdatei: 4051249-6
- Library of Congress Control Number: nr98026375
- MusicBrainz: 3f667c0f-2d03-4050-9bd5-bfcf1c90ddb7
- Nationale Bibliotheek van Israël: 987007535824705171
- Virtual International Authority File: 156649200
- WorldCat: E39PBJkMJY6v9DQqdcYXPJyrv3